# Peucestas (garde du corps)
Pour les articles homonymes, voir Peucestas.
Peucestas (en grec ancien Πευκέστας / Peukéstas) est l'un des sômatophylaques (garde du corps) d’Alexandre le Grand et le satrape de Perside de 332 à 325 av. J.-C. Il prend part à la première guerre des Diadoques du côté de la régence et d'Eumène de Cardia contre Antigone le Borgne.

## Biographie

### Carrière sous Alexandre
Natif de la cité de Miéza en Macédoine, il est le fils d'un dénommé Alexandre, par ailleurs inconnu. Les débuts de sa carrière au sein de l'armée macédonienne sont ignorés par les sources ; on peut néanmoins envisager qu'il soit au départ de la conquête membre des hypaspistes. Il est pour la première fois mentionné parmi les trente trois triérarques de la flotte chargée en 326 av. J.-C. par Alexandre de remonter l'Hydaspe jusque l'océan Indien, ce qui démontrerait son appartenance à la noblesse car seule des personnalités de haut rang ont exercé cette charge.
En 326, durant l'assaut de la capitale des Malliens en Inde, il sauve la vie d'Alexandre, en compagnie notamment de Léonnatos, grâce au « bouclier d'Achille » démonté du temple d'Athéna à Troie. Il est lui-même blessé, percé par trois javelots. En récompense de cet exploit, il devient sômatophylaque d'Alexandre. À cette occasion, le nombre de gardes du corps passe de sept à huit, ce qui montre la confiance à son égard. Il est à ce titre membre du Conseil royal. Il obtient également la fonction, prestigieuse, de satrape de Perside (ou Perse selon certaines sources). Lors des noces de Suse en 324, il reçoit un diadème d'or ; exceptionnel honneur, car seuls trois Macédoniens, dont Lysimaque, l'ont obtenu. Son prestige est tel qu'une statue, réalisée par Tisicrate de Sicyone (un élève d'Euthycratès, fils de Lysippe), le représente. Il prend ensuite possession de sa satrapie où il obtient les faveurs de la population en apprenant le persan ainsi qu'en adoptant la robe et les coutumes perses, ce qui ne manque pas d'irriter les Macédoniens traditionalistes.
Au printemps 323, il rejoint Babylone à la tête d'une armée de 20 000 soldats perses, tapuriens et kassites, les épigones (ou héritiers) destinés à remplacer les vétérans macédoniens en vue de la campagne d'Arabie. Il prend part au banquet offert par Médios de Larissa après lequel Alexandre tombe malade. Il est mentionné comme étant présent auprès du roi durant son agonie. Il dort dans un temple, espérant recevoir dans ses rêves des instructions pour un remède. Il n'apparaît pourtant pas avoir pris part aux négociations lors des accords de Babylone.

### Satrape de Perside
À l'issue des accords de Babylone, il est confirmé par Perdiccas comme satrape de Perside. Le fait qu'il parle le persan aurait pu jouer en sa faveur. Cette désignation est renouvelée par les accords de Triparadisos en 321 av. J.-C. Toute son attention semble, à cette époque, avoir été dirigée au renforcement de son pouvoir.
En 317, Peithon, satrape de Médie, essaye de soumettre à son autorité les provinces orientales. Mais il est défait par Peucestas, promu stratège en chef par les satrapes de Haute Asie en raison de son rang et de l’importance de sa satrapie. Leur armée commune est toujours à Suse quand arrive Eumène de Cardia, désigné stratège d'Asie par Polyperchon, afin de conduire la lutte contre Antigone le Borgne. Il tente d'obtenir le commandement de l’armée « royale » qu'il estime lui revenir de droit. Mais Eumène, par sa gestion habile, parvient à le maintenir au sein de la coalition.
Avant la bataille de Paraitacène en 317, il offre à Persépolis un somptueux banquet en l’honneur des « dieux Alexandre et Philippe ». Lors de la bataille de Gabiène en 316, à la tête de la cavalerie, il décide de rompre le combat, offrant la victoire à Antigone qui parvient à mettre la main sur le train de bagages et les familles des argyraspides. Son caractère ambitieux et sa popularité auprès des Perses semblent avoir décidé Antigone à l'évincer de sa satrapie. Peucestas réside ensuite à la cour d'Antigone, sans affectation particulière ; position qu'il occupe toujours quand Démétrios Poliorcète succède à son père.

## Sources antiques
- Arrien, Anabase [lire en ligne].
- Diodore de Sicile, Bibliothèque historique [détail des éditions] [lire en ligne], XVII-XIX.
- Pline l'Ancien, Histoire naturelle [détail des éditions] [lire en ligne].
- Plutarque, Vies parallèles [détail des éditions] [lire en ligne], Alexandre.
- Quinte-Curce, L'Histoire d'Alexandre le Grand [lire en ligne].